# Agis IV

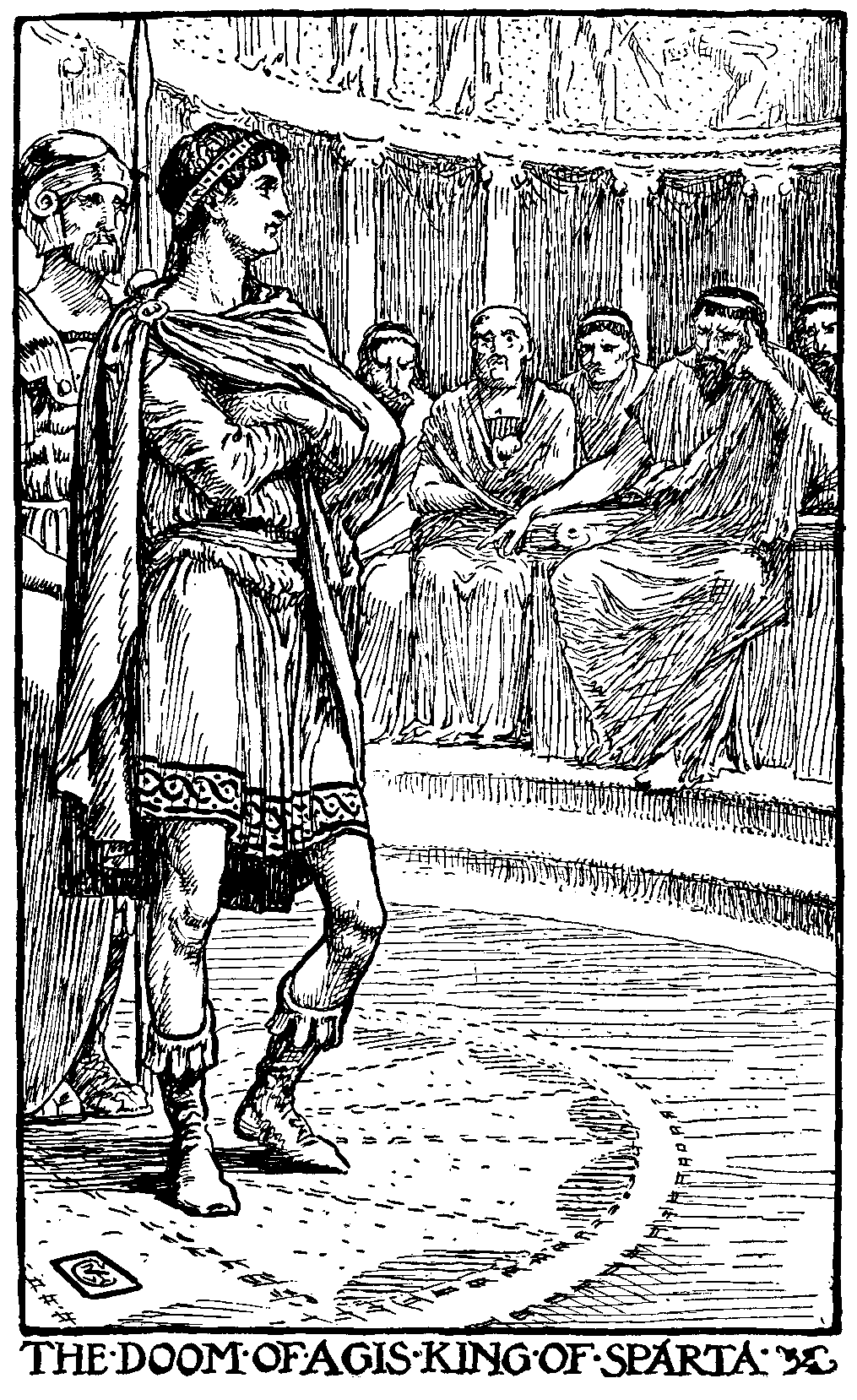

Agis IV (tiếng Hy Lạp: Ἄγις, k. 265 TCN - 241 TCN), là con trai cả của vua Eudamidas II, ông là vị Quốc vương thứ 24 của triều đại Eurypond của thành Sparta. Hậu thế coi ông là một vị vua lý tưởng nhưng không thực tế.

## Kế vị
Vua Agis IV lên nối ngôi vua cha vào năm 245 TCN, ở độ tuổi 20, và trị nước chỉ nước bốn năm. Vào năm 243 TCN, sau khi Aratos, Thượng đẳng Tướng quân của Liên minh Achaea giải phóng thành Corinth, Agis VI thân chinh khởi binh đánh quân Achaea. Tuy vậy, mối bận tâm của triều đại của ông, lại có nguồn gốc từ những biện pháp của ông với cuộc khủng hoảng trong nước của Sparta vào thời điểm ông kế vị. Thông qua việc đưa về vàng bạc cùng những của cải xa hoa, và với tệ nạn đi cùng với nó, người Sparta đã bị tha hóa rất nhiều, họ đánh mất truyền thống giản dị xưa kia và sự tai hại trong cách cư xử, đã dẫn đến một sự bất bình đẳng trong việc phân phối của cải và tài sản. Nhờ luật pháp của Lycurgus mà tại đây có sự bình đẳng tương đối giữa những người Sparta. Đặc biệt có một đạo luật quy định chỉ có thể để lại cho người con trai lớn tuổi nhất còn sống. Nhưng một trong những giám quan của Sparta, do bất hòa với người con trai đã tìm cách sửa đổi luật pháp cho phép người Sparta được quyền để lại ruộng đất cho bất kì ai họ muốn. Lòng tham của những công dân khác đã làm họ chấp nhận ý muốn trả thù này nên bộ luật sáng suốt của Lycurgus bị bãi bỏ.
Người giàu bằng cách cầm cố và nhiều thủ đoạn khác, ngang nhiên thu hết mọi ruộng đất vào tay rồi đuổi hết những người thừa kế hợp pháp đi. Với việc đa số của cải tập trung trong tay một số ít người, hầu hết dân chúng trở nên nghèo đói và khốn khổ. Những mục tiêu cao cả và các trách nhiệm công dân bị sao nhãng vì dân chúng phải bận tâm cho cuộc sống của mình. Người nghèo ghen tị và thù oán với người giàu nên chẳng quan tâm đến việc bảo vệ đất nước và nôn nóng mong chờ sự thay đổi nào đó sẽ đến.
Vua Agis IV cai trị cùng với Leonidas II. Ông vua này là người gây ra những thay đổi cách sống cũ của người Sparta. Vị vua này từng có thời gian dài sống ở triều đình Seleukos, trước khi thừa kế ngai vàng Sparta, là người ngạo mạn và rất khinh thường dân chúng.
Ngược lại, Agis IV là người Sparta thực thụ, không chỉ cao thượng hơn Leonidas II mà còn cao thượng hơn tất cả những vị vua khác cai trị từ thời Agesilaos II. Mặc dù sinh ra và lớn lên trong sự xa hoa và nhung lụa nhưng khi trưởng thành Agis học cách sống cũ của những người Sparta. Ông mặc chiếc áo choàng cũ, ăn uống, luyện tập và suy nghĩ giống như tổ tiên trước đây. Agis thường nói rằng ông muốn ngồi trên ngai vàng của Sparta chỉ là để ông có thể khôi phục những pháp luật và kỉ cương trước đây của thành bang Sparta.

## Cải cách
Agis thấy lớp thanh niên khao khát công cuộc cải cách nhưng hầu hết những người già quen với thói hư tật xấu lại khiếp sợ thậm chí chỉ nghe tên Lycurgus. Nhưng một vài bô lão đồng tình với ông và chung sức với Agis trong cuộc đấu tranh đòi cải cách bao gồm Mandroclidas, Lysandros và cả Agesialaos, chú của Agis.
Mẹ của Agis là người giàu có nhất Sparta, cố gắng khuyên bảo Agis đừng tiến hành công việc khó khăn và vô ích đó. Nhưng Agis nói rằng thậm chí tài sản của bà cũng không bằng tài sản của bất kì thái giám nào dưới thời một thống đốc tàn bạo.
Agis van xin mẹ mình đừng để tiền bạc làm tổn hại đến danh dự. Agesilaos cũng thuyết phục bà dùng ảnh hưởng lớn lao của mình cho công cuộc cải cách, nói rằng điều đó không khó như bà hình dung.
Khi đó có nhiều người dân vay nợ mẹ của Agis nhưng mẹ của Agis bị những ý tưởng cao quý đó lôi cuốn nên bà không chỉ chấp thuận mà còn tích cực giúp đỡ. Khi Agis nản lòng, bà lại động viên ông giữ vững tinh thần và thuyết phục những người phụ nữ Sparta khác ủng hộ ông.
Phe chống đối là những nhà giàu coi nhà vua Leonidas là người lãnh đạo phe họ. Nhưng hầu hết dân chúng Sparta đều muốn tiến hành những cải cách do Agis đề xướng. Do vậy Agis không dám công khai chống đối Agis. Thay vào đó ông ta ngấm ngầm phá hoại quá trình cải cách. Ông ta kích động người giàu căm ghét Agis bằng cách nói bóng gió rằng Agis đề xướng việc chia tài sản của người giàu cho người nghèo nhằm thiết lập đội quân bảo vệ bạo chúa.
Nhờ những nỗ lực của phe Agis, Lysandros được bầu chọn làm giám quan. Thông qua Lysandros chương trình cải cách được đệ trình lên hội đồng bô lão. Những điều khoản chính trong dự luật của ông là: xóa bỏ ngay mọi khoản nợ, mọi ruộng đất đều được chia làm những lãnh thổ nhất định, mỗi vùng sẽ được chia cho những công dân hoàn toàn mang dòng máu Sparta, còn một vùng khác chia cho dân ở xứ đó, và quân đội được chia làm 15 binh đoàn được ăn uống và tập luyện theo những quy định cổ xưa của Lycurgus.
Với quyền giám quan, Lysandros liền triệu tập cuộc họp đông đảo dân chúng. Lysandros, Mandroclidas,và Agesilaos đứng lên thuyết phục dân chúng đừng để vinh quang xưa của Sparta lụi tàn tới mức chỉ có một số ít những người giàu mới được tự hào về điều này. Họ nhắc nhở dân chúng về lời tiên tri cổ xưa cảnh báo rằng lòng tham tiền sẽ làm Sparta suy tàn. Đồng thời cũng xuất hiện những lời tiên tri mới nổi tiếng ở Thalamae răn dạy người Sparta hãy trở lại thời kì bình đẳng cỏ xưa từng được Lycugus thiết lập.
Khi họ nói xong, Agis liền đứng dậy. Ông nói với dân chúng rằng ông sẽ góp hết công sức của mình cho thể chế mới. Ông sẽ từ bỏ mọi ruộng đất được thừa hưởng và đóng góp 600 talent vàng vào ngân khố nhà nước. Agis nói thêm rằng mẹ ông, bà nội ông và những người bạn khác của ông cũng sẵn sàng noi theo mình. Mọi người dân đều nghĩ rằng sau 300 năm cuối cùng Sparta lại có một vị via xứng đáng.
Bây giờ, hơn bao giờ hết đám người giàu lại càng mong muốn ngăn cản quá trình cải cách. Họ sẽ phải đóng góp tài sản của mình nhưng mọi vinh quang lại thuộc về Agis. Do vậy Sparta chia làm hai phe, người giàu do vua Leonidas già lãnh đạo còn phe kia được dẫn dắt bởi vua Agis trẻ.